# Lebowitz vs. Lebowitz
Lebowitz vs. Lebowitz (Lebowitz contre Lebowitz) è una serie televisiva francese, co-prodotta dall'azienda di produzione belga Be-Films, la televisione belga RTBF e la rete televisiva svizzera RTS; trasmessa dal 25 febbraio 2016 su RTBF e in Francia dal 2 marzo 2016 al 7 marzo 2018 da France 2.
In Italia, la serie è stata trasmessa in prima visione su Fox Crime dal 21 luglio 2016 al 7 giugno 2018.
Nel marzo 2018, malgrado i buoni ascolti, France 2 ha deciso di cancellare la serie dopo due stagioni nonostante gli sceneggiatori avessero già pianificato una terza stagione.

## Trama
Paule è un brillante avvocato di 50 anni che ha dedicato la sua vita allo studio legale che ha creato con il suo ex marito, Simon Lebowitz. La sua vita cambia quando scopre che Simon era segretamente sposato con Irène, una ragazza di 20 anni più giovane di lui che lei stessa aveva assunto. Quando Simon muore improvvisamente per un attacco cardiaco, Paule e Irène inevitabilmente finiscono a dirigere lo studio legale Lebowitz. Due grandi rivali che dovranno mettere da parte il loro odio per andare avanti.

## Personaggi e interpreti

### Principali
- Paule Lebowitz, interpretata da Clémentine Célarié
- Irène Lebowitz, interpretata da Caroline Anglade
- Georges Warnier, interpretato da Michel Jonasz
- Nadia Benesch, interpretata da Cécile Rebboah
- David Moncey, interpretato da Nicolas Grandhomme
- Mouna Lebowitz, interpretata da Michèle Moretti
- Pavel, interpretato da Igor Skreblin

### Ricorrenti
- Aline Leroy, interpretata da Élisabeth Vitali
- Roland Lebowitz, interpretato da Philippe Paimblanc
- Alain Forest, interpretato da Azize Kabouche
- Julien Ocelot, interpretato da Gaël Giraudeau

## Episodi
| Stagione         | Episodi | Prima TV Francia | Prima TV Italia |
| ---------------- | ------- | ---------------- | --------------- |
| Prima stagione   | 8       | 2016             | 2016            |
| Seconda stagione | 8       | 2018             | 2018            |